# De Havilland DH.29 Doncaster
Il de Havilland DH.29 Doncaster fu un aereo da trasporto sperimentale, monomotore, monoplano ad ala alta sviluppato dall'azienda aeronautica britannica de Havilland Aircraft Company, Ltd nei primi anni venti e rimasto allo stadio di prototipo.
Realizzato in due soli esemplari, fu il primo aereo da trasporto britannico ad adottare un'ala a profilo spesso.

## Storia del progetto
Il DH.29 fu commissionato dall'Air Ministry per scopi puramente sperimentali. Venne concepito come un velivolo dall'ala molto alta realizzata in legno e ricoperta in tessuto, la fusoliera era di forma pressoché rettangolare e realizzata anch'essa in legno e terminante con un singolo timone di coda, e l'equipaggio, composto da due individui, prendeva posto in una cabina scoperta sita davanti all'ala. In totale vennero realizzati due velivoli tra il 1920 e il 1921 e durante il primo volo, dell'aereo contrassegnato come J6849, si notò che era necessario riprogettare la maniera in cui il motore era installato nel mezzo. Il secondo velivolo (seriale G-EAYO) venne modificato e trasformato in un aereo commerciale con cabina da 10 posti, ma le compagnie aeree non furono interessate all'acquisto di un monoplano, per via della poca sperimentazione dei velivoli a singola ala, e il progetto venne abbandonato a favore del de Havilland DH.34 che fu un biplano. Fu anche proposto come ricognitore militare, denominato DH.30, ma l'idea non ottenne nessuna attenzione.
I due esemplari realizzati furono utilizzati dalla RAF come banco prova per nuove configurazioni alari.

## Utilizzatori

### Governativi
Regno Unito
- Royal Aircraft Establishment

### Militari
Regno Unito
- Royal Air Force

### Riviste
- (EN) The D.H.29 Monoplane 450 H.P. Napier "Lion" Engine, in Flight, No. 666 (No. 39, Vol. XIII), 29 settembre 1921,  pp. 641-647.